# Radiocarbon
Radiocarbon ist der Titel einer englischsprachigen wissenschaftlichen Fachzeitschrift, die als wichtigste auf dem Gebiet der Radiokarbondatierung angesehen wird.
Radiocarbon behandelt alle Anwendungen der C14-Methode zur Altersdatierung in Archäologie, Geophysik und Ozeanographie. Alle Jahrgänge bis 2011 sind frei als Volltext erhältlich.